# Alexandr Bujkevič
Alexandr Nikolajevič Bujkevič (* 19. listopadu 1984 Brest, Sovětský svaz) je běloruský sportovní šermíř, který se specializuje na šerm šavlí. Bělorusko reprezentuje od roku 2005. Na olympijských hrách startoval v roce 2008, 2012 a 2016 v soutěži jednotlivců a družstev a jeho maximem byla čtvrtfinálová účast v soutěži jednotlivců na olympijských hrách 2008. V roce 2008 získal titul mistra Evropy v soutěži jednotlivců. S běloruským družstvem šavlistů vybojoval v roce 2011 druhé místo na mistrovství světa a v roce 2007 druhé místo na mistrovství Evropy.